# Adolph von Henselt
Adolph von Henselt est un pianiste et compositeur bavarois né à Schwabach en royaume de Bavière le 9 mai 1814 et mort à Warmbrunn, aujourd'hui Cieplice Śląskie-Zdrój, en Pologne, le 10 octobre 1889.

## Biographie
Adolph von Henselt fait ses études musicales à Munich, puis à Weimar avec Hummel (en 1832) et à Vienne avec Sechter. Quelques tournées de concerts en Allemagne et en Russie suffirent à lui assurer une réputation internationale de virtuose du piano ; on lui reconnaissait une technique éblouissante et un jeu assez semblable à celui de Liszt, mais plus lié.
En 1838, à l'âge de 24 ans, il s'installa à Saint-Pétersbourg où il fut nommé pianiste de l'impératrice, maître de musique des princes, puis inspecteur principal pour la musique des institutions de jeunes filles. Il fut le professeur privé de Boris von Vietinghoff-Scheel.
À la fin de sa vie, il retourna vivre en Allemagne.

## Œuvres
Son œuvre de compositeur, admirée de Robert Schumann et de Franz Liszt, se tient éloignée de toute sentimentalité banale. Elle comprend surtout des pièces pour piano : Études op. 2, 5 et 13, Poèmes d'amour op. 3, Deux Nocturnes op. 6, Berceuse op. 13, Duo pour piano et cor op. 14, Frühlingslied op. 15, Impromptu op. 17, Trio avec piano op. 24, Ballade op. 31, Concerto pour piano en fa mineur op. 16.
S’il est presque oublié aujourd'hui, Henselt a connu un grand succès en tant que pianiste et compositeur romantique au XIXe siècle.